# Silbitz
Silbitz är en kommun i Saale-Holzland-Kreis i förbundslandet Thüringen i Tyskland.
Kommunen ingår i förvaltningsgemenskapen Heideland-Elstertal-Schkölen tillsammans med kommunerna Crossen an der Elster, Hartmannsdorf, Heideland, Rauda, Walpernhain och Schkölen.